# فاسق لیدی چترلی (فیلم ۱۹۸۱)
عاشق لیدی چترلی (انگلیسی: Lady Chatterley's Lover) فیلمی در ژانر شهوانی است که در سال ۱۹۸۲ منتشر شد. از بازیگران آن می‌توان به سیلویا کریستل، الیزابت اسپرینگز، آنتونی هد و بسی لاو اشاره کرد.